# Chionoecetes opilio
El cangrejo azul de las nieves o cangrejo de las nieves (Chionoecetes opilio), es un crustáceo epifaunal que habita en profundidades someras, sobre sedimentos, en el noroeste del Océano Atlántico y del  norte del océano Pacífico. Es una especie de Chionoecetes bien conocida a nivel comercial, frecuentemente capturada con nasas (trampas, jaulas) o con redes de arrastre. En este género se encuentran siete especies, todas las cuales se denominan “cangrejo de las nieves”. C. opilio se emparenta con C. tanneri, comúnmente conocido como cangrejo tanner crab (cangrejo curtidor) Chionoecetes bairdi y otras especies que habitan los océanos fríos del hemisferio norte.

## Anatomía
Todas las especies de cangrejos de las nieves poseen unos caparazones de igual largo que ancho que protegen sus cuerpos. Los tubérculos, o protuberancias que presenta el dermatoesqueleto, están relativamente cubiertos de depósitos de calcio y poseen unas rígidas, al tiempo que mullidas, cerdas ganchudas, parecidas a cabellos, en sus pinzas. Los cangrejos de las nieves tienen un frente rostral. Este es básicamente una extensión  del duro caparazón y presenta dos protuberancias aplastadas separadas entre sí. Tienen espinas triangulares e internamente poseen una zona gástrica y otra branquial bien definidas. Los  cangrejos de las nieves también tienen pequeños gránulos a lo largo de sus costados, excepto en su parte interna. Respecto de sus patas de desplazamiento, las tres primeras son comprimidas. Sus pinzas, o chela, son normalmente más cortas, pequeñas, o igual de largas que las patas de desplazamiento. Los cangrejos de las nieves son iridiscentes y van del color marrón al rojo claro, en la parte superior, y del amarillo al blanco en la parte inferior.

## Distribución y hábitat
El cangrejo de las nieves es endémico del Noroeste Atlántico y del norte del Pacífico. En el Noroeste Atlántico, se pueden ver en áreas de Groenlandia cercanas a Terranova, en el Golfo de San Lorenzo y la plataforma continental escocesa, Scotian Shelf. En el norte del Pacífico, este cangrejo se encuentra en las áreas que van de Alaska hasta el norte de  Siberia así como desde el estrecho de Bering hasta las islas Aleutianas , Japón y Corea.
En 1996, se registraron ejemplares en el mar de Barents  por primera vez. Allí son considerados una especie invasiva y no está claro cómo llegaron hasta allí. Otra especie comercialmente importante, introducida deliberadamente en esta región es el cangrejo rojo gigante, el cual ya se ha asentado en el mar de Barents. De igual modo, los cangrejos de las nieves tendrán, probablemente, un efecto adverso en las especies nativas del mar de Barents.
Los cangrejos de las nieves se encuentran en la plataforma oceánica y en la parte superior de los taludes, sobre los fondos arenosos y cenagosos. Se encuentran en profundidades de entre 13 a 2.187  m (43 a 7.175 pies), pero la media es aproximadamente 110 m (360 pies). En aguas Atlánticas, la mayoría de cangrejos de nieve se encuentran a una profundidad de 70  a 280 m (230 a 920 pies). Los machos y las hembras de los cangrejos de las nieves se encuentran a diversas profundidades del océano. Los jóvenes adultos y los machos se encuentran a profundidades intermedias la mayor parte del año, mientras que los fuertes adultos machos, de gran tamaño, se hallan mayoritariamente en las profundidades de más de 80 m (260 pies). Las hembras adultas son gregarias y se congregan en profundidades de entre 60 y 120 m (200 a 390 pies). [cita requerida] Los cangrejos de las nieves habitan generalmente en aguas muy frías, entre -1º a 5 °C  (positivos) (30 a 41 °F), pero pueden ser encontrados en temperaturas de hasta 10 °C (50 °F) (7).

## Dieta
Los cangrejos de las nieves comen otros invertebrados de los fondos marinos, tales como crustáceos, bivalvos, ofiuroideos, poliquetos  e incluso fitobentos y foraminiferos. Los cangrejos de las nieves también son carroñeros y aparte de depredar otros invertebrados del fondo marino, depredan así mismo anélidos y moluscos. Los machos son generalmente mejores depredadores que las hembras adultas y el tipo de presa depende del tamaño de depredador, mientras que los cangrejos más pequeños se alimentan principalmente de  anfípodos y ofiuroideos, mientras que los cangrejos más grandes se alimentan principalmente de anélidos, crustáceos decápodos y peces. A veces practican el canibalismo, más frecuentemente entre las hembras de mediano tamaño.

## Tamaño y estructura de la población

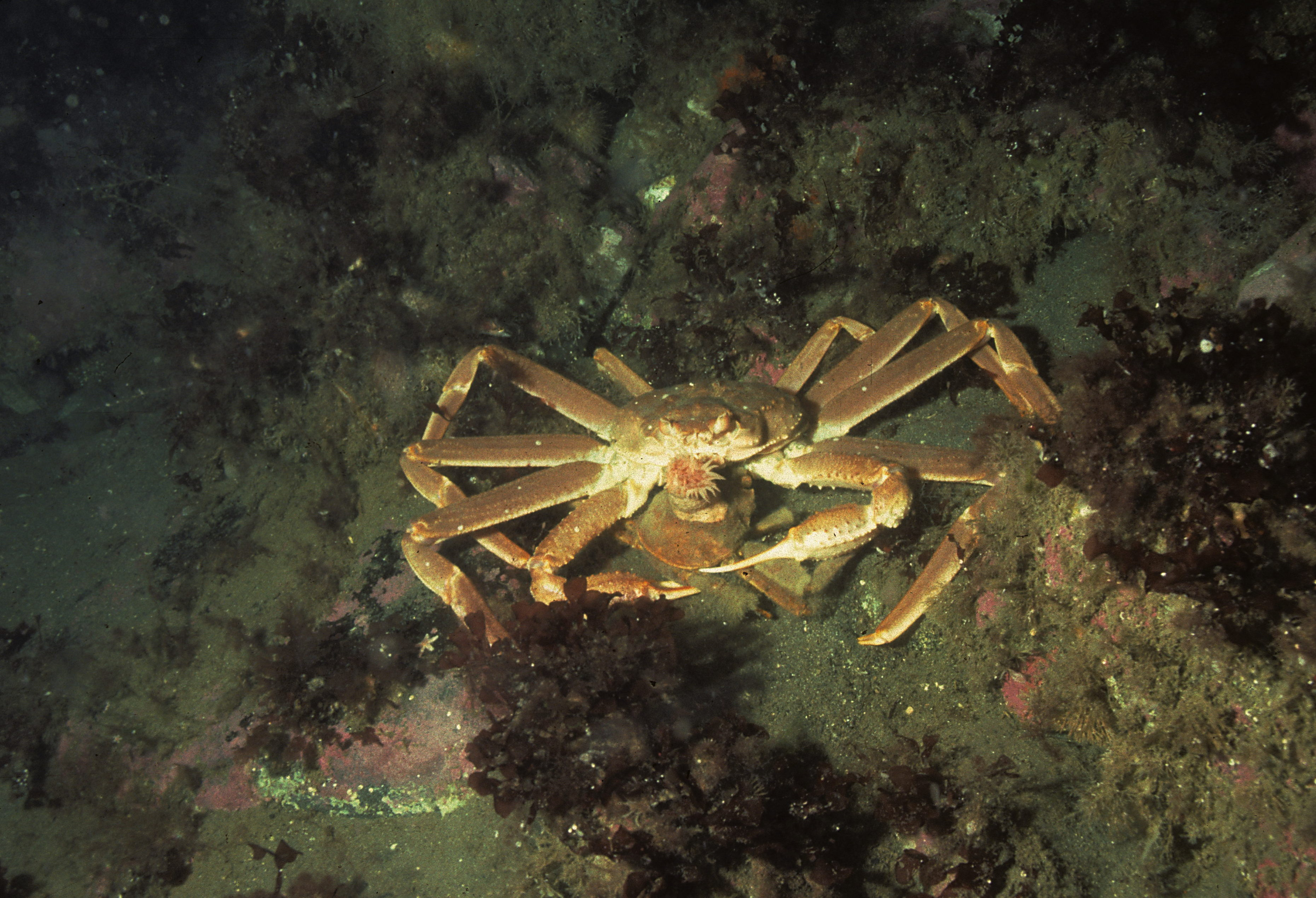
Dos cangrejos de las nieves. El macho, más grande que la hembra, se halla sobre ésta. Bonne Bay. Newfoundland, Canadá

El cangrejo de las  nieves crece lentamente y su estructura se va adaptando a sus medidas. Se conocen al menos once etapas en el desarrollo de los machos.  Normalmente, los cangrejos machos son casi el doble de grandes que las hembras. Los machos pueden crecer hasta alcanzar  16,5 cm (6,5 pulgadas) de ancho de caparazón, mientras que las hembras pueden crecer hasta los 9,5 cm (3,7 pulgadas). Los caparazones de los machos son de aproximadamente de 7 cm (2,8 pulgadas) de longitud, mientras que los de las hembras suelen ser normalmente de 5,5 cm (2,2 pulgadas) de longitud.  Los machos capturados con fines comerciales suelen pesar, generalmente, entre los 0,5 y 1,35 kg (1,1 a 3.0 libras) y las hembras, generalmente, 0,5 kg (1.1 libras). 
En las costas de Newfoundland, se han descubierto dos especies de anfípodos, el Ischyrocerus commensalis y Gammaropsis inaequistylis, que se alimentan de caparazones de cangrejo de las nieves.

## Pautas de crianza
Los cangrejos de las nieves tienen un muy alto potencial reproductivo. Anualmente, cada hembra pone huevos. Las hembras son fertilizadas internamente y puede llegar a portar hasta 150,000 huevos en el interior de sus abdómenes después del apareamiento. Normalmente ponen sus huevos en zonas muy profundas del océano, como por ejemplo en depósitos de fitodetritus del fondo marino. Los machos, además, pueden aparearse tanto en las etapas inmaduras como en las maduras.
Los cangrejos de las nieves normalmente viven de 5 a 6 años. Antes de morir, generalmente mudan su caparazón, se aparean por última vez y mueren. Las crías del cangrejo de las nieves salen del caparazón en primavera, a la vez que lo hace el fitoplancton, con lo que disponen de una fuente de alimento abundante. Cuando eclosionan, se hallan en la etapa zoeal, lo que equivale a que se hallan desarrollando larvas que pueden nadar por su propia cuenta. Posteriormente se metamorfosean en la etapa megalopa final y se posan en el fondo marino entre el fitodetritus.      

## Relevancia comercial
Esta especie de cangrejo era normalmente capturada por  los tramperos en los años 1980, pero esta actividad ha disminuido desde entonces. Gran parte de esta actividad, con fines comerciales, se llevó a cabo en Canadá. La primera pesca comercial comenzó a llevarse a cabo en el mar de Bering (donde la especie no era nativa) en el 2013 y se espera que los caladeros de esta región puedan hacer frente a unos niveles de captura similares a los del este de Canadá, en un futuro.   

## Taxonomía
La especie fue descrita por primera vez por Otto Fabricius en 1780, con el nombre de  Cancer phalangium, (12) un nombre no válido, toda vez que el naturalista Johan Christian Fabricius ya lo habiendo utilizado con anterioridad para definir la especie que ahora se conoce como Inachus phalangium o cangrejo araña fantasma. (13) En 1788, Otto Fabricius le dio a la especie el primer nombre científico válido, rebautizándola con el nombre de Cancer opilio. El origen de esta especie es Groenlandia.
Dado que el género Cancer se hallaba dividido, la especie Cancer opilio fue transferida por Henrik Nikolai Krøyer, en 1838 a un nuevo género, Chionoecetes, Al principio, C. opilio fue la única especie de este género, lo que le convierte en especie tipo. 
Mary J. Rathbun describió una subespecie, Chionoecetes elongatus, en 1925. Actualmente está reconocida, por lo general,  como una especie en sí misma.

## Galería

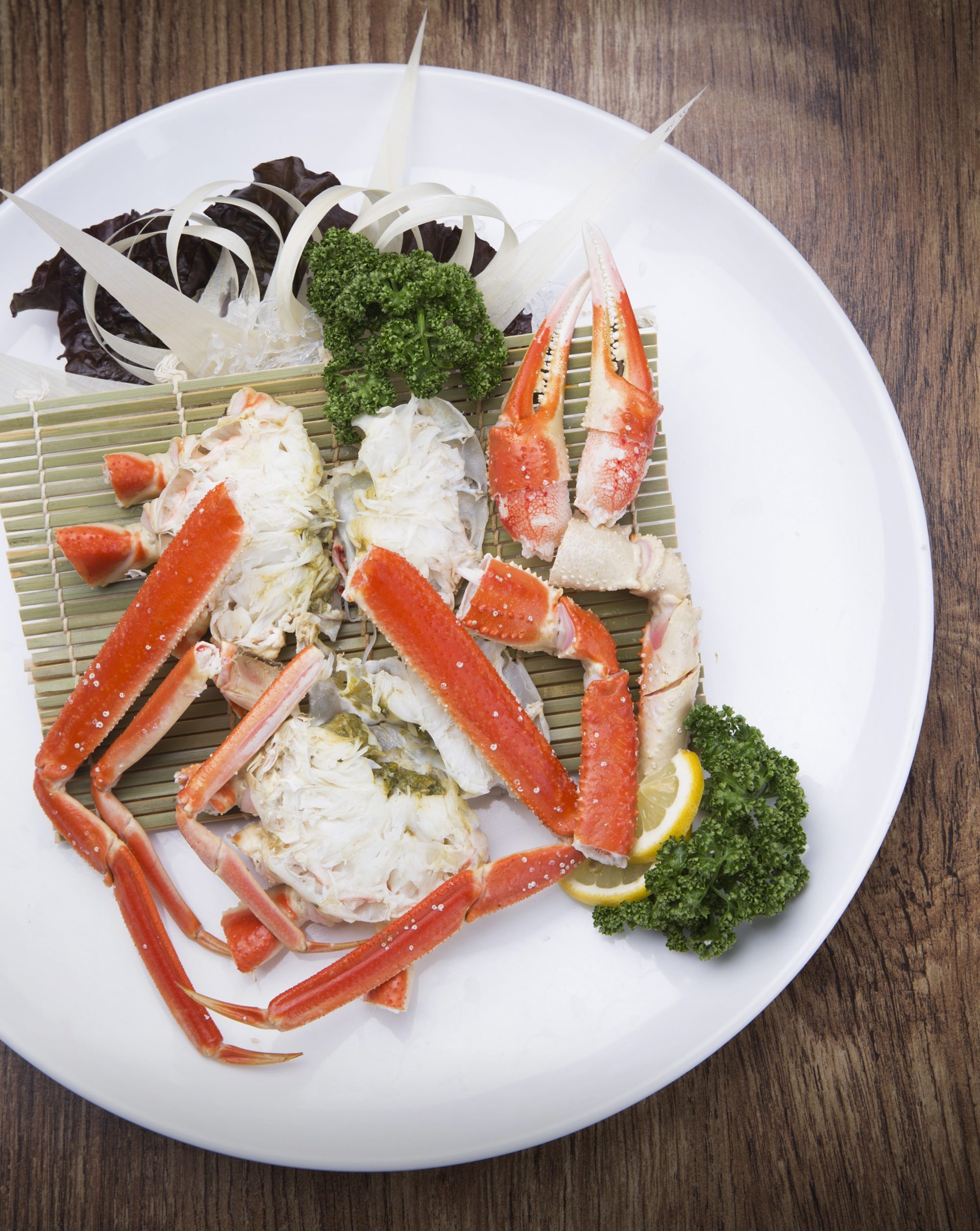
Cangrejo de las nieves al vapor
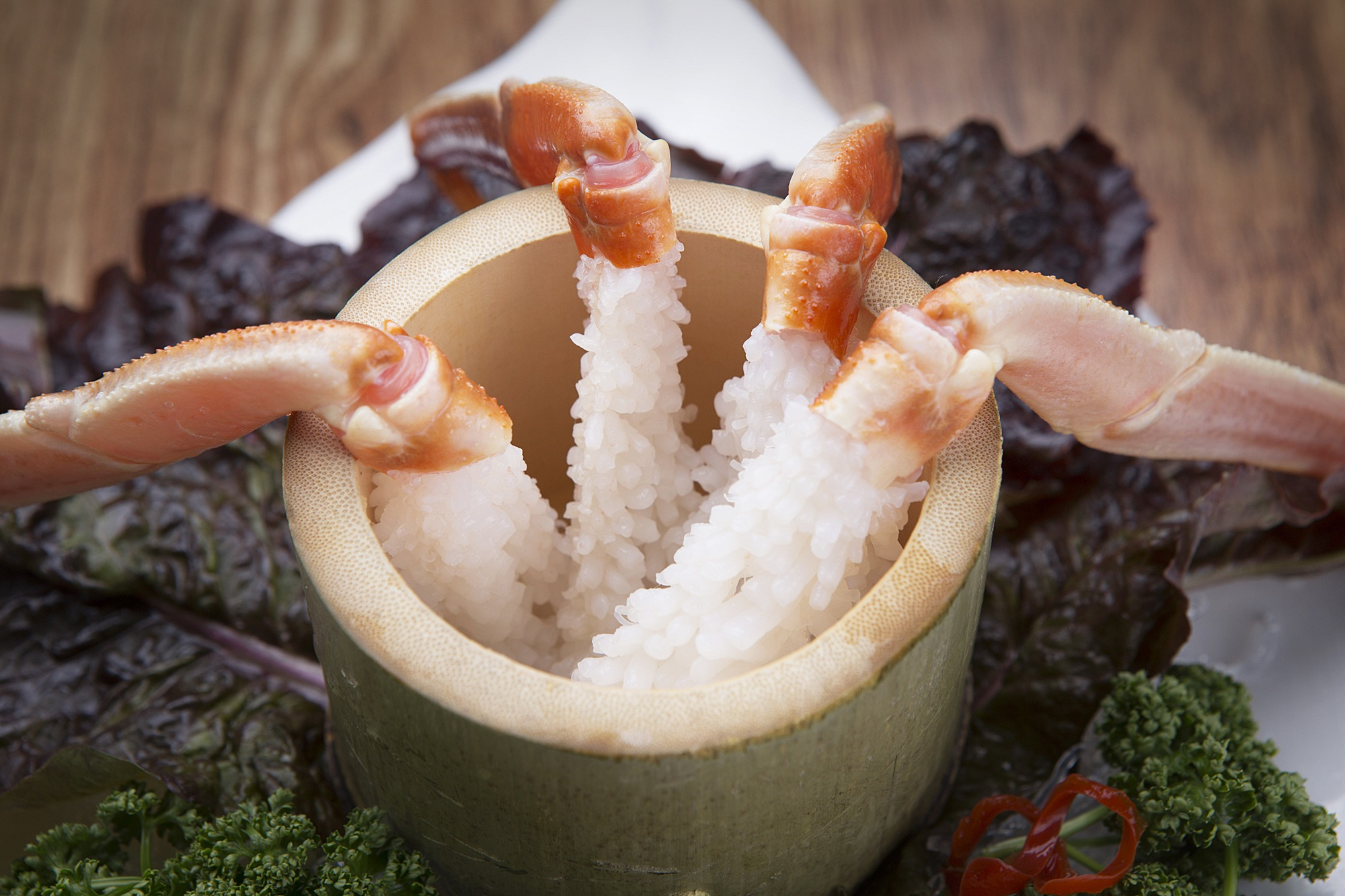
Patas de cangrejo de las nieves al vapor.
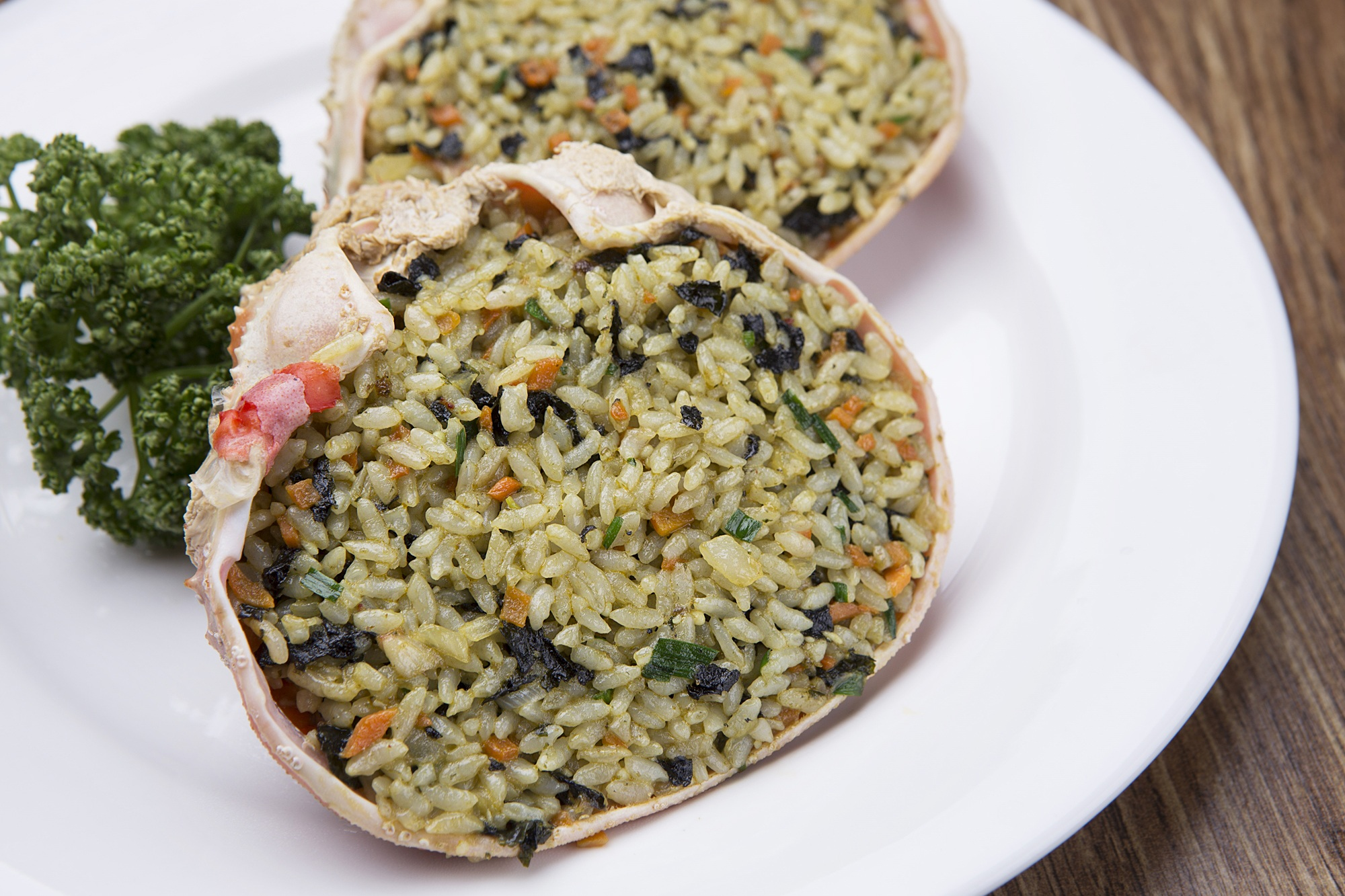
Caparazón de cangrejo de las nieves con arroz.

## Otra bibliografía
- A. J. Paul, ed. (2000). Bibliography of Research on Snow Crab (Chionoecetes opilio) (PDF). University of Alaska Sea Grant College Program. ISBN 978-1-56612-063-0.
- «Species Fact Sheet: Chionoecetes opilio (O. Fabricius, 1788)». Fisheries and Aquaculture Department. FAO.
- Vistas superiores e Inferiores del Opilio, Cangrejo de Nieve, Chionoecetes opilio – Empresa pesquera de Dana Point. California. EE.UU.

- Datos: Q798471
- Multimedia: Chionoecetes opilio / Q798471
- Especies: Chionoecetes opilio